# 유현목
유현목(兪賢穆, 1925년 7월 2일 ~ 2009년 6월 28일)은 대한민국의 영화 감독이다. 본관은 기계(杞溪)이며 호는 영산(詠山)이다. 지병인 뇌경색에 당뇨합병증이 겹쳐 2009년 6월 28일 별세했다.

## 주요 경력
- 前 동국대학교 명예교수
- 前 대구대학교 석좌교수

## 생애
황해도 사리원 출생인 그는 서울 동국대학교 국어국문학과에 진학했다. 동국대 재학 중인 1947년에 이규환의 조감독이 되어 영화계에 입문하였으며 이듬해 1948년 영화 《해풍》으로 영화감독 데뷔하였고 이후 1956년 발표한 영화 《교차로》라는 작품으로 정식 영화감독 데뷔하였다. 이후 대표작인 《오발탄》(1961)으로 한국 영화계를 대표하는 감독으로 부상했다. 이 영화는 이범선의 원작을 영화한 것으로, 한국 영화의 중흥기를 불러온 의미 있는 작품으로 꼽힌다. 사회고발적인 비판의식이 포함된 영화로 해방촌에 살고 있는 월남 피난민 가족을 소재로 삼고 있다.
박경리 원작 《김약국의 딸들》(1963), 손창섭 원작 《잉여인간》(1964), 김은국 원작 《순교자》(1965), 황순원 원작 《카인의 후예》(1968), 윤흥길 원작 《장마》(1979), 이문열 원작 《사람의 아들》(1980) 등 대표작들은 대부분 소설을 영화한 것이었다.
주로 다룬 주제는 사회 현실에 대한 비판과 실향민이자 이산가족으로서 절실하게 느꼈던 이념 갈등에 대한 묘사이며, 《순교자》와 《사람의 아들》에서와 같이 구도와 신앙의 본질 문제에도 관심을 가졌다. 기법적 측면에서는 순수한 사실주의라기보다는 다양한 기법을 실험하여 모더니스트, 표현주의자라는 평을 들었다.
진지하고 장중한 주제 선택과 사회 비판을 위한 도구로서의 영화관, 그리고 세련된 연출 솜씨가 특징이다. "대한민국 영화 역사상 가장 뛰어난 작품을 만들었다"는 평도 있을 만큼 한국 영화계의 거목으로 인정받고 있다. 1976년 김청기 감독의 극장용 만화 영화 '로보트 태권브이'의 제작을 맡기도 했다.

## 작품

### 감독
- 1956년 《교차로》
- 1957년 《잃어버린 청춘》
- 1961년 《오발탄》
- 1962년 《아낌없이 주련다》
- 1963년 《김약국의 딸들》
- 1964년 《잉여인간》
- 1965년 《순교자》
- 1968년 《카인의 후예》
- 1979년 《장마》
- 1981년 《사람의 아들》
- 1984년 《상한 갈대》
- 1995년 《말미잘》

## 수상
- 1962년 제2회 대종상 감독상 《아낌없이 주련다》
- 1964년 제2회 청룡영화상 감독상 《잉여인간》
- 1965년 제5회 대종상 감독상 《순교자》
- 1969년 제6회 청룡영화상 감독상 《카인의 후예》
- 1971년 제10회 대종상 감독상 《분례기》
- 1980년 제1회 한국영화평론가협회상 감독상 《사람의 아들》
- 1995년 제33회 대종상 영예로운 감독상 《말미잘》
- 2005년 제42회 대종상 영화발전 공로상
- 2007년 제27회 한국영화평론가협회상 영화공헌상
- 2007년 제6회 대한민국 영화대상 공로상
- 2009년 금관문화훈장